# Zbarzewo
Zbarzewo (prononciation : [zbaˈʐɛvɔ]) est un village polonais de la gmina de Włoszakowice dans le powiat de Leszno de la voïvodie de Grande-Pologne dans le centre-ouest de la Pologne.
Il se situe à environ 8 kilomètres au sud de Włoszakowice (siège de la gmina), à 13 kilomètres à l'ouest de Leszno (siège du powiat) et à 70 kilomètres au sud-ouest de Poznań (capitale régionale).
Le village possédait une population de 336 habitants en 2009.

## Histoire
De 1975 à 1998, le village faisait partie du territoire de la voïvodie de Leszno.

Depuis 1999, Zbarzewo est situé dans la voïvodie de Grande-Pologne.